# 부활절

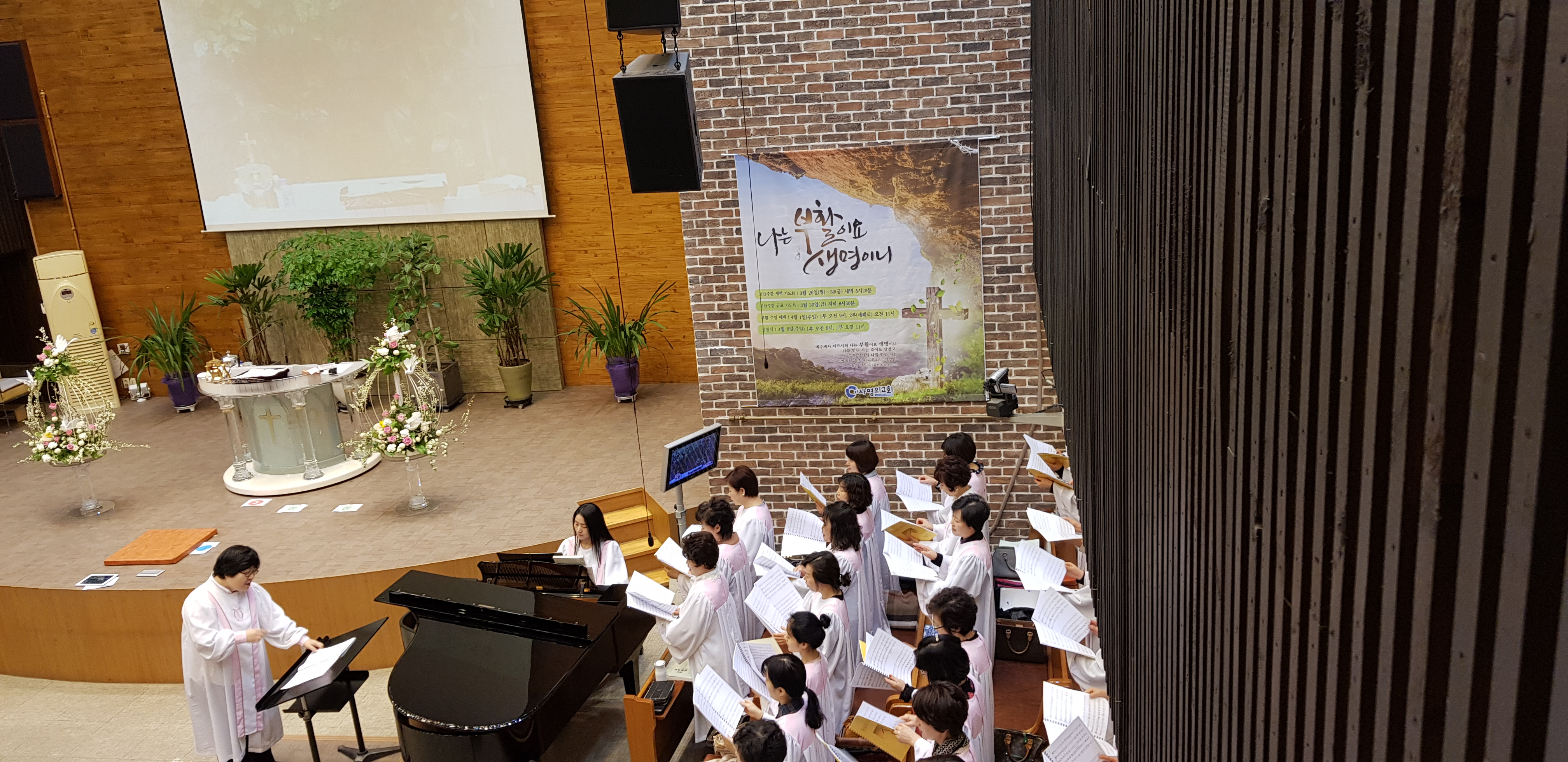
부활절에 찬양하는 모습 수원 사명의 교회

부활절(復活節, 영어: Easter, The Day of Resurrection, 그리스어: Πάσχα 파스하[*], 라틴어: Pascha, 러시아어: Пасха) 또는 부활절기(復活節氣)는 십자가에 달려 사망한 예수가 사흘(3일) 만에 부활했음을 기념하는, 신구교를 막론하고 기독교의 가장 중요한 축일이다. 많은 교회에서 춘분이 지나 보름달이 뜬 날 이후 첫 일요일을 부활절로 지킨다.
서기 16세기에 확립했던 그레고리력을 쓰는 서방교회인 천주교회, 개신교회들과 기원전 1세기에 제정했던 율리우스력을 사용하는 동방정교회 간에는 역법 차이로 각각 다른 날에 기념한다. 동방이나 서방 전통을 따르는 대부분의 기독교 교회에서 특별한 예배와 여러 가지 행사를 열며, 특별한 전통적 관습이 존재한다.
313년 로마제국의 기독교 공인 이전에는 지역별로 부활절 기념일이 달랐다. 기준 역법을 유대 음력을 이용하거나 율리우스력을 쓰는 등 차이가 있었다. 기독교 공인 후 최초로 열었던 325년 니케아 공의회에서 유대 음력의 유월절과 다른 기준으로 춘분이 지나고 보름날 후 일요일을 부활절로 정하였고 그 전통은 지금까지 이어진다. 하지만 당시 율리우스력을 기준으로 하였으므로 현재 국가들이 널리 사용하는 16세기 제정한 그레고리력과 차이가 있다.

## 부활절 축일
많은 기독교 국가들에서 성목요일 혹은 성금요일부터 이스터 먼데이까지 부활절 전후를 부활절 연휴로 지정하여 즐긴다. 기독교 신자가 많은 유럽, 남미, 북미의 캐나다, 오세아니아의 호주, 뉴질랜드, 아프리카의 남아공, 아시아의 필리핀, 홍콩 등 전 세계적으로 많은 국가들이 1년 중 가장 큰 국가 공휴일이자 명절 연휴로 부활절을 기념한다. 미국은 공식 국가 공휴일은 아니지만 사실상 모든 학교가 부활절에 맞춰 이스터 봄방학을 하고 대부분의 관공서나 회사나 상점들도 문을 닫고 부활절 연휴를 보낸다. 기독교 인구가 많은 한국은 부활절 일요일 당일에 교회나 성당에서 예배와 미사를 드리고 주요 정부 인사들과 정치인들이 부활절 메시지를 발표하는 등 종교적으로 의미있게 보낸다. 부활절은 봄이기 때문에(남반구는 가을) 나들이나 여행을 하기에 좋은 성수기이다. 따라서 전 세계적으로 부활절 연휴 기간에 소비 지출이 크게 늘어난다. 비기독교인들도 부활절 연휴를 종교적 의미보다 봄에 보내는 휴가, 명절, 축제 개념으로 매우 비중있게 보내며, 따라서 현재는 성탄절처럼 부활절도 과거에 비해 상업적인 성격을 많이 띤다.

## 명칭 및 어원
부활절이라는 한글 명칭은 예수 그리스도의 부활을 기념한 데서 나온 명칭이다. 한자어권인 중국어, 일본어 명칭도 부활을 강조한다. 신약성경의 원문인 고대그리스어 'πάσχα[파스카]'는 유월절을 의미하는 히브리어 פֶסַח[페싸흐]를 헬라어식으로 음차한 것인데, 현대그리스어와 라틴어의 경우는 파스카를 부활절로 칭한다. 그리고, 영어나 독일어의 경우에는 봄의 여신 에오스트레에서 단어를 따온 것이다.
부활절을 의미하는 각 언어별 명칭은 아래 표와 같다.
| 언어           | 명칭                       | 어원                                                    |
| -------------- | -------------------------- | ------------------------------------------------------- |
| 한국어         | 부활절                     | 예수 그리스도의 부활을 기념                             |
| 중국어         | 复活节(간체), 復活節(번체) | 예수 그리스도의 부활을 기념                             |
| 일본어         | 復活祭(イースター)         | 예수 그리스도의 부활을 기념                             |
| 그리스어(현대) | Πάσχα                      | 히브리어 פֶסַח[페싸흐]                                    |
| 라틴어         | Pascha                     | 그리스어 πάσχα[파스카]                                  |
| 네덜란드어     | Pasen                      | 라틴어 Pascha                                           |
| 러시아어       | Пасха                      | 라틴어 Pascha                                           |
| 스페인어       | Pascua                     | 라틴어 Pascha                                           |
| 루마니아어     | Paști                      | 라틴어 Pascha                                           |
| 이탈리아어     | Pasqua                     | 라틴어 Pascha                                           |
| 포르투갈어     | Páscoa                     | 라틴어 Pascha                                           |
| 프랑스어       | Pâques                     | 라틴어 Pascha                                           |
| 영어           | Easter, Resurrection day   | Eostre / Eostrae 앵글로색슨족의 봄과 풍요의 여신의 이름 |
| 독일어         | Ostern                     | eostarum 봄의 여신의 이름                               |

## 신학적 의미
고린도전서에서 사도 바울로는 예수의 부활을 첫 열매(초실)로 인용하는데, 이를 근거로 구약의 초실절과 연계해 이해하기도 한다.
신약에서의 부활절은 성경의 절기 중 하나로 십자가에 못 박혀 죽은 예수의 부활을 기념하는 절기를 가리킨다.

### 유래
사도시대의 부활절은 유월절을 기준으로 결정되었다. 325년 콘스탄티누스 1세 황제가 개최한 제1차 니케아 공의회에서 부활의 날짜를 춘분 이후 첫 보름 이후 안식일 다음 날(일요일)에 지키기로 정해졌고, 이에 따라 태양력 기준으로 3월 22일부터 4월 25일까지 사이에 위치하게 되었다.

### 변천 과정

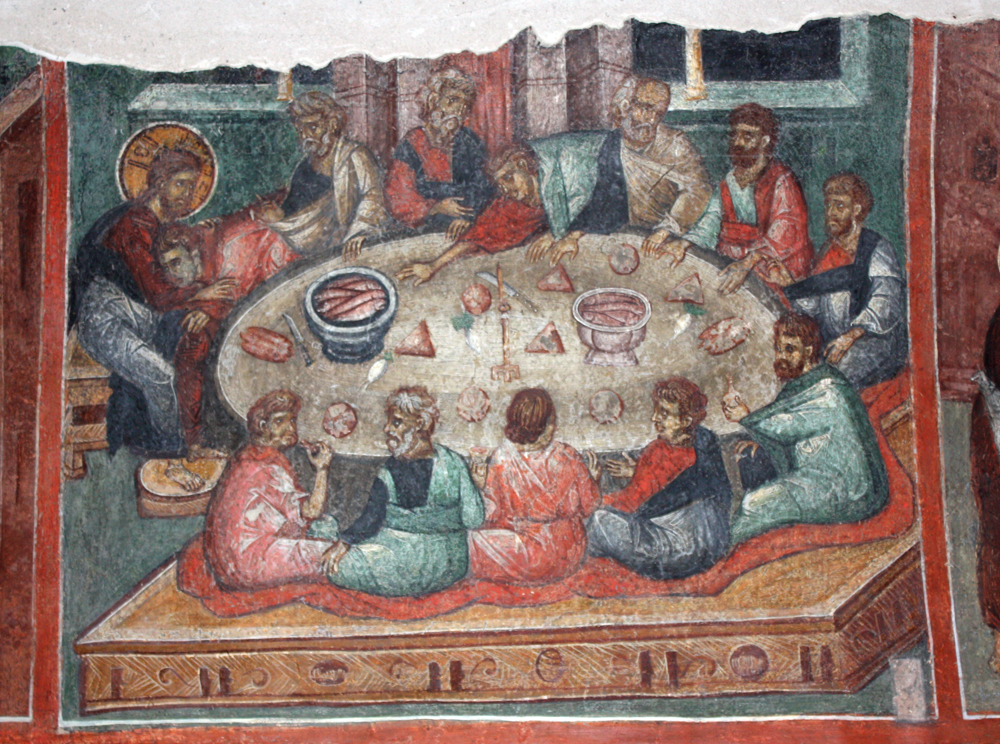
최후의 만찬을 그린 그림. 초대 교회에서는 최후의 만찬 때처럼 떡을 떼며 부활을 기념하였다.

초기 그리스도교에서는 부활절에 빵을 떼며 예수 그리스도의 부활을 기념하였다.
복음서가 작성된 1세기와 2세기인 초대교회에서도 예수의 부활에 대한 강한 신념을 지녔으며, 부활절은 구약성서를 통한 전승과 예수가 복음으로 전한 하늘나라와 에세네파가 중요시했던 몸의 부활과 묵시론과 반제국주의 사상과 평화주의 사상들이 복합적으로 구성된 사건으로 본다.
초기 교회의 3대 신학 사상인 칼케돈(카르타고)과 안디옥(안티오키아), 알렉산드리아를 중심으로 하는 초대 신학 학파의 부활절에 대한 이해는 차이를 보였다. 칼케돈 학파는 부활절을 회개를 위한 사건으로 보았고, 안디옥 학파는 새로운 해방을 위한 사건으로 보았으며, 알렉산드리아 학파는 인간이 진정한 진리를 알게 하는 사건으로 보았다. 이런 세 가지 부활절의 이해는 복합적으로 변화하여 초기의 부활절과 차이를 지니게 되었다.
313년 기독교 공인 이후에 칼케돈이 콘스탄티노플로 흡수되면서 부활절의 개념은 칼케돈 학파를 중심으로 변화하였다. 부활절 예식은  점차 예전 순서와 음악, 예법이 중요시되는 예배로 발전하였다.

## 시기
부활절은 매년 그 날짜가 달라진다. 이르면 3월 넷째 일요일, 늦으면 4월 넷째 일요일에 올 수도 있는데, 이는 부활절이 음력을 고려하여 지켜지기 때문이다. 초기 교회는 유월절을 기준으로 부활절을 지켰다. 그러나, 기원 후 4세기에 접어들면서 부활절을 언제 지켜야 할지에 관한 의견 충돌이 생겼다. 부활절을 히브리력의 유월절에 따라 정해야 한다는 지역 교회들과 이에 반대하는 지역 교회들 간의 대립은 결국 325년 니케아 공의회에서 '부활절 보름달'(Paschal full moon: 325년 당시 춘분이었던 3월 21일 이후 첫 보름달) 다음의 일요일로 부활절을 정하면서 정리되었다. '부활절 보름달'이 일요일인 경우에는 그다음 주 일요일이 부활절이다. 오늘날에도 이 방법으로 날짜가 계산된다.
부활절 보름달은 3월 21일~4월 18일 사이에 위치하며, 이에 따라 부활절은 3월 22일~4월 25일 사이에서 정해진다.

### 동방 정교회
그레고리력을 교회력으로 채택하고 있는 서방 기독교(로마 가톨릭교회, 성공회, 개신교)와 달리 동방 정교회는 여전히 기원전 45년부터 시행된 율리우스력을 교회력으로 삼으므로, 동방 교회의 부활절은 율리우스력 기준 3월 22일~4월 25일 사이이며, 이를 그레고리력으로 환산하면 4월 4일~5월 8일 사이가 된다.
따라서, 서방 교회의 부활절이 4월 4일~4월 25일 사이라면 동방 교회의 부활절도 대체로 같지만, 4월 3일 이전이면 동방 교회의 부활절은 서방 교회보다 최대 35일까지 늦어질 수 있다.

## 풍습

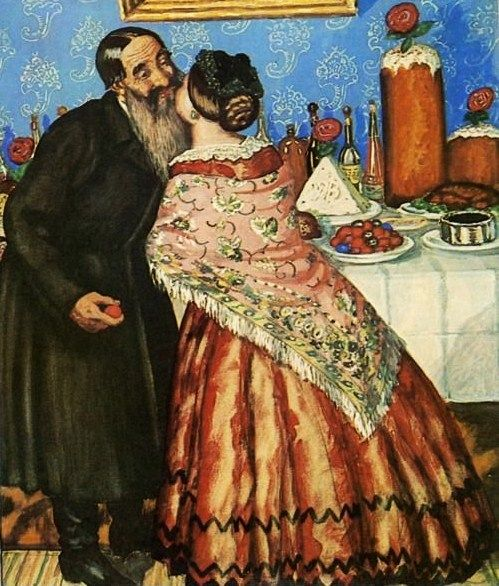
보리스 쿠스토디예프가 그린 부활절 인사 (1912). 러시아에서는 부활절에 세 번의 입맞춤을 교환하는 관습이 있었다. 식탁에 붉은 부활절 달걀, 쿨리치, 파스하가 놓여있다.

부활절의 풍습은 달걀 굴리기(Egg Rolling), 달걀 찾기(Egg Hunt), 부활절 퍼레이드(Easter Parades), 그리고 부활절 카드(Easter Cards) 교환이 있다.
우선 달걀 굴리기는 19세기 초, 미국 4번 째 대통령인 제임스 매디슨(James Madison)의 부인인 돌리 매디슨(Dolly Madison)에 의해 시작되었다. 그녀는 국회의사당에 아이들을 초대했고 잔디밭에서 달걀 굴리기 이벤트를 열었다. 달걀을 깨뜨리지 않고 긴 수저 모양의 막대기로 가장 멀리 가장 빨리 굴리는 사람이 이기는 것이 달걀 굴리기의 규칙이다. 1880년부터는 장소가 바뀌어 백악관에서 열렸는데, 이는 국회의사당 정원이 망가진다는 의원들의 항의 때문이었다. 이 이벤트가 계속되어 남북전쟁 때를 제외한 매년 열리고 있다. 12살 이하의 아이들이 참가할 수 있으며, 어른들은 아이들과 동반 시에만 입장 할 수 있다. 이스터 먼데이는 여행객들이 백악관 마당을 지나다닐 수 있는 유일한 날이다.
두 번째로 달걀 찾기는 단체 또는 마을단위로 이루어지는데, 많은 달걀을 부활절 아침 아이들이 일어나기 전에 곳곳에 숨기고 아이들이 그것들을 찾게 하는 것이다. 가장 많이 달걀을 찾은 아이가 상품을 받는데 이 상품은 주로 달걀모양의 초콜릿이다. 세 번째로는 부활절 퍼레이드가 있다. 이 퍼레이드는 부활절 아침 사람들이 가장 좋은 옷을 입고 교회에 갔다가 마친 후 마을을 돌아다니는 것으로부터 시작되었다고 한다. 가장 유명한 퍼레이드로는 뉴욕시의 오번가(Fifth Avenue) 퍼레이드를 꼽을 수 있다.
마지막으로 부활절 카드가 부활절의 풍습으로 정착되었다. 미국의 카드회사인 아메리칸 그리팅스(American Greetings)에 따르자면 크리스마스, 발렌타인데이, 어머니의 날 다음으로 가장 많은 카드를 보내는 날이 부활절이라고 한다. 그 밖에도 부활절 햄, 부활절 빵 등 다양한 형태의 풍습이 전해지고 있다.

### 상징
동로마제국에서는 부활절에 빵을 먹었고, 현대까지도 서구의 여러 나라에서는 빵을 먹는 전통이 이어져온다. 그러나 어느 순간부터 부활절 달걀과 부활절 토끼가 부활절의 상징이 되었다. 토끼의 경우 토끼가 초콜릿, 캔디, 달걀 등을 착한 아이들에게 준다고 여겨 아이들이 토끼를 위해 집을 만드는 것이다. 달걀의 경우 이교의 상징물이 정착되었다는 설과, 구레네 시몬에게 있었던 기적을 기념하는 것이라는 설, 십자군 전쟁에서 처음 시작되었다는 설, 달걀 자체가 부활을 상징한다는 설이 공존한다.

## 같이 보기
- 춘분
- 그레고리력
- 율리우스력
- 이스터 먼데이
- 부활절 논쟁
- 에오스트레
- 성경의 절기
- 무교절